# Old Basing
Old Basing – wieś w Anglii, w hrabstwie Hampshire, w dystrykcie Basingstoke and Deane. Leży 33 km na północny wschód od miasta Winchester i 70 km na zachód od Londynu. Miejscowość liczy 7232 mieszkańców.